# Decorazioni d'Onore della Bundeswehr
Le Decorazioni d'Onore della Bundeswehr (in tedesco: Ehrenzeichen der Bundeswehr) è una tipologia di decorazione militare della Bundeswehr, le forze armate della Repubblica Federale di Germania. Questi riconoscimenti vennero introdotti nel 1980 in occasione del venticinquesimo anniversario della Bundeswehr dall'allora Ministro della difesa Hans Apel e furono successivamente approvati dal Presidente federale Karl Carstens.
Tale decorazione venne conferita per la prima volta il 6 novembre 1980. Nel 2008, le decorazioni vennero aggiornate e vennero aggiunti tre gradi riservati esclusivamente a gesta eroiche. I nuovi riconoscimenti furono il risultato di una petizione dei cittadini tedeschi i quali volevano restaurare l'ordine della Croce di Ferro.

## Conferimento
La decorazione è conferita dal Ministro federale della Difesa come "un encomio visibile per il leale servizio e l'esemplare esecuzione dei doveri". Il Ministro solitamente è rappresentato dal comandante in capo del soldato premiato. I riconoscimenti assegnati per imprese eccezionali o gesta eroiche, ossia la Croce d'Onore al Valore, può essere presentata al soldato ricevente l'onorificenza direttamente dal ministro o anche dal capo del governo. Il 6 luglio il cancelliere Angela Merkel assegno' il grado di  Ehrenkreuz der Bundeswehr für Tapferkeit a quattro soldati per "valore oltre quanto richiesto dal dovere" dimostrato in Afghanistan il 20 ottobre 2008.
Ricevere un determinato grado della decorazione non è una condizione necessaria per ottenerne un altro più alto. Se meritati, tutti i gradi della decorazione possono essere indossati allo stesso tempo. I gradi regolari del riconoscimento per servizio meritevole possono essere conferiti solamente dopo che è trascorso un determinato lasso di tempo, ma in particolari occasioni possono essere ottenuti prima di ciò.

## Gradi
Esistono sette gradi della medaglia al valore:
1. Ehrenmedaille der Bundeswehr (Medaglia d'Onore), per servizio esemplare e servizio meritevole nell'arco di sette mesi, o per imprese esemplari.
2. Ehrenkreuz der Bundeswehr in Bronze (Croce d'Onore in bronzo), per servizio esemplare e servizio meritevole nell'arco di cinque anni, o per imprese esemplari.
  1.  Ehrenkreuz der Bundeswehr in Silber (Croce d'Onore in argento), per servizio esemplare e servizio meritevole nell'arco di dieci anni, o per imprese esemplari.
  2.  Ehrenkreuz der Bundeswehr in Silber für besonders herausragende Taten (Croce d'Onore in argento per azioni particolarmente eccezionali), per gesta eccezionali e imprese straordinarie.
  3.  Ehrenkreuz der Bundeswehr in Gold (Croce d'Onore in oro), per servizio esemplare e servizio meritevole nell'arco di venti anni, o per imprese esemplari.
  4.  Ehrenkreuz der Bundeswehr in Gold für besonders herausragende Taten (Croce d'Onore in argento per azioni particolarmente eccezionali), per gesta eccezionali a rischio della propria vita.
3. Ehrenkreuz der Bundeswehr für Tapferkeit (Croce d'Onore al Valore), per azioni valorose oltre ciò che è richiesto dal dovere.

Le Decorazioni d'Onore sono conferite insieme a un nastrino nero, rosso e dorato e con un certificato di encomio. Sono indossate completamente visibili il giorno della concessione o in occasioni speciali. Durante il servizio regolare sono indossate come barrette.

## Estetica
La Medaglia d'Onore è rotonda e presenta un'aquila tedesca su una croce patente circondata da una ghirlanda di foglie di quercia. Sul retro si trova la scritta "FÜR BESONDERE VERDIENSTE BUNDESWEHR" (Per meriti speciali - Bundeswehr). È rappresentata una foglia di quercia sopra la parola Bundeswehr e anche quel lato è circondato da una ghirlanda di foglie di quercia.
I quattro gradi superiori hanno la forma di una croce e nel centro l'estetica è quella della medaglia inferiore, con scritto sul retro "Per il servizio".
Il nastrino è nero con due strisce rosse a fianco a esso e strisce dorate ai bordi, come i colori della bandiera della Germania; la barretta ha attaccata una piccola fibbia del grado della decorazione.
I nuovi gradi della Croce d'Onore in Argento e della Croce d'Onore in oro hanno un bordo rosso (anche come miniatura sulla barretta). L'estetica della Croce d'Onore e della Croce d'Onore al Valore è la stessa, tuttavia l'ultima ha attaccato un grappolo di foglie di quercia.
| Medaglia d'Onore | Croce d'Onore in bronzo | Croce d'Onore in argento | Croce d'Onore in argento per azioni particolarmente eccezionali | Croce d'Onore in oro | Croce d'Onore in oro per azioni particolarmente eccezionali | Croce d'Onore al Valore |
| ---------------- | ----------------------- | ------------------------ | --------------------------------------------------------------- | -------------------- | ----------------------------------------------------------- | ----------------------- |
|                  |                         |                          |                                                                 |                      |                                                             |                         |